# Chris Tonnet

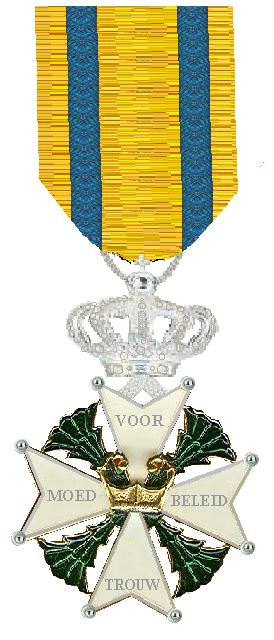
Willems-Orde

Christiaan Tonnet (Den Haag, 23 februari 1902 - Schiphol, 14 november 1946) was een Nederlands verzetsman, luitenant-kolonel van het Wapen der Artillerie en olympisch sporter.
Hij was een zoon van generaal-majoor der artillerie J.C.C. Tonnet (1867-1937) en jkvr. E.C.C.C. Coenen (1869-1950). Tonnet kreeg zijn officiersopleiding aan de KMA in Breda. Op 14 augustus 1922 werd hij benoemd tot tweede luitenant van het 4de Regiment Vestingartillerie.

## Olympische Spelen
Tonnet nam driemaal deel aan de Olympische Zomerspelen. Zowel in 1924 als in 1928 nam hij deel aan de moderne vijfkamp (achtste en gedeeld zevende eindklassering). In 1936 nam hij als ruiter met 'Herkelijn' deel aan het onderdeel eventing maar behaalde zowel individueel als met het Nederlands team (dat verder bestond uit Eddy Kahn en Charles Pahud de Mortanges) geen klassering.

## De oorlogsjaren
Na de capitulatie van Nederland werd hij op 15 mei 1942 in krijgsgevangenschap naar Duitsland afgevoerd, maar onderweg bij Oldenzaal slaagde hij erin uit de trein te springen. Hierna ging hij in het verzet. Hij sloot zich aan bij de Ordedienst (OD). Kort daarop werd hij door jhr. Pieter Jacob Six, de chef staf van de OD, aan de staf van de OD toegevoegd. Tot juli 1943 verzamelde hij inlichtingen voor de Engelse Secret Intelligence Service (SIS).

## De samenwerking met de Zendgroep Barbara
Op 23 juni 1943 werd de agent Garrelt van Borssum Buisman door het Bureau Inlichtingen (BI) boven bezet Nederland geparachuteerd. Van Borssum Buisman had van de Nederlandse regering in Londen en de leiding van het BI de opdracht gekregen om de contacten met de OD, die in de loop der tijd waren verwaterd, aan te halen en te verbeteren. Door jhr. Pieter Jacob Six, de chef staf van de OD, werd Chris Tonnet naar voren geschoven om steun te verlenen aan de agent Van Borssum Buisman en de telegrafisten van de Zendgroep Barbara. De doelstelling van de samenwerking met de leden van de zendgroep was een radiocontact tussen de OD en het BI en de Nederlandse regering in Londen tot stand te brengen.
In de periode van 23 juni tot en met 6 november 1943 werden door het BI vijf koppels agenten ten behoeve van de Zendgroep Barbara boven bezet Nederland geparachuteerd. Gebruikmakend van zijn contacten en zijn netwerk trof Chris Tonnet maatregelen om de agenten van de zendgroep op te vangen. Tonnet verzorgde onderduikadressen en seinadressen. Hij regelde lokale marconisten om de zendgroep te ondersteunen. Dankzij de inspanningen en de ondersteuning van Tonnet kwam de zendgroep in korte tijd van de grond. De start van de Zendgroep Barbara leidde tot de hernieuwde opbouw van de in het slop geraakte inlichtingendienst van de OD.

## De arrestatie
Op 6 januari 1944 werd Chris Tonnet door de SD gearresteerd. Hij werd 110 uur lang verhoord, maar hij liet niets los. Na de arrestatie van Tonnet brachten de agent Garrelt van Borssum Buisman en enkele medewerkers van de OD het geheime archief van Tonnet in veiligheid. Het archief dat voor de Ordedienst en de agenten van de Zendgroep Barbara veel belastend materiaal bevatte, werd voor zover bekend nooit door de Sicherheitsdienst (SD) gevonden. Een deel van het archief werd in een huis in de Courbetstraat in Amsterdam ondergebracht.
Na een proces voor het Kriegsgericht werd Chris Tonnet in Utrecht ter dood veroordeeld. Terwijl anderen voor het vuurpeloton werden gezet, werd hij samen met de inmiddels op 5 februari 1944 gevangengenomen Garrelt Van Borssum Buisman op transport naar een tuchthuis in Duitsland gezet. Op 2 november 1944 ontsnapten Chris Tonnet en Garrelt van Borssum Buisman samen uit de trein. Uitgeput bereikte Tonnet Oldenzaal. Via relaties wist hij zich in veiligheid te brengen. Na zijn aankomst in bezet Nederland nam hij de draad weer op. Vanaf januari 1945 tot aan de bevrijding van Nederland maakte hij deel uit van het het Gewest 'Achterhoek' van de Binnenlandse Strijdkrachten. Op 14 november 1946 kwam hij bij een vliegramp op Schiphol om het leven.

## Monument

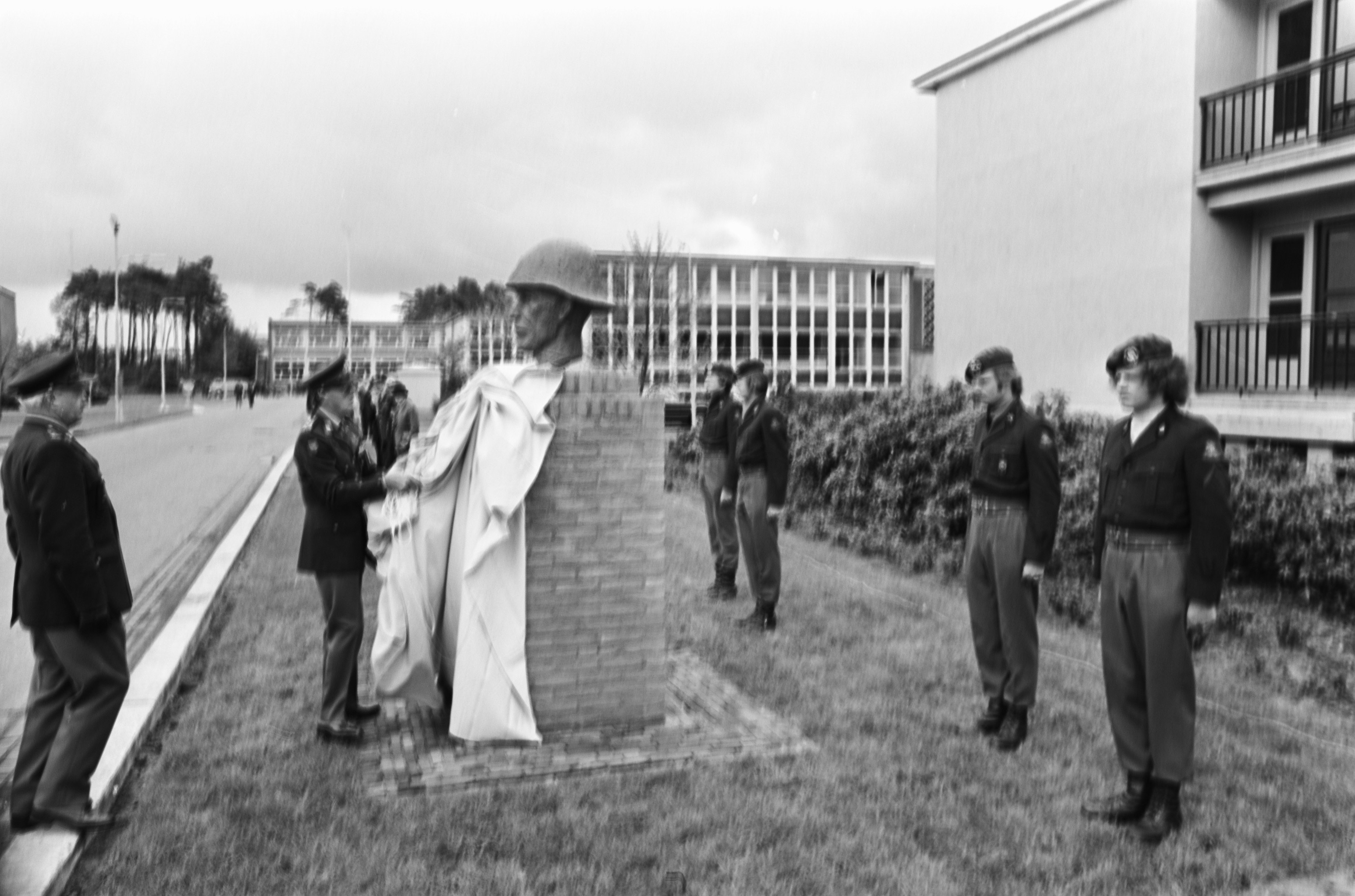
Prins Bernhard onthult het borstbeeld van Tonnet (1975), gemaakt door Anne Woudwijk

Op 23 mei 1975 onthulde Prins Bernhard op legerplaats 't Harde een monument ter nagedachtenis aan Tonnet. De kazerne is naar Tonnet vernoemd en heet nu de Luitenant Kolonel Tonnetkazerne.

## Onderscheidingen
- Militaire Willems-Orde op 1 augustus 1950
- Bronzen Kruis (BK) op 16 augustus 1950
- Verzetsherdenkingskruis (VHK), door Prins Bernhard aangeboden aan de Tonnet kazerne op 15 maart 1984.
- Officierskruis
- Legion of Merit op 23 januari 1948.